# 웨이브니

웨이브니의 위치

웨이브니(영어: Waveney)는 잉글랜드 서퍽주에 위치한 비도시 자치구로 중심 도시는 로스토프트이며 인구는 115,919명(2014년 기준), 면적은 370.4km2이다.